# Ů
Ů, ů (U с кружком, чеш. ů s kroužkem) — буква расширенной латиницы. Используется в чешском алфавите, где является 35-й буквой и обозначает звук [uː], и в силезском диалекте польского языка. Добавлена в алфавит в течение XVI века (исторически Ó, но теперь произносится как Ú).